# Tronsberg (Oberstaufen)
Tronsberg (mundartlich: Droschbearg, uf də Droschbearg nüv) ist ein Gemeindeteil der Marktgemeinde Oberstaufen im bayerisch-schwäbischen Landkreis Oberallgäu.

## Geographie
Der Weiler liegt circa zwei Kilometer östlich des Hauptorts Oberstaufen. Nördlich von Tronsberg liegt das Tronsberger Tobel.

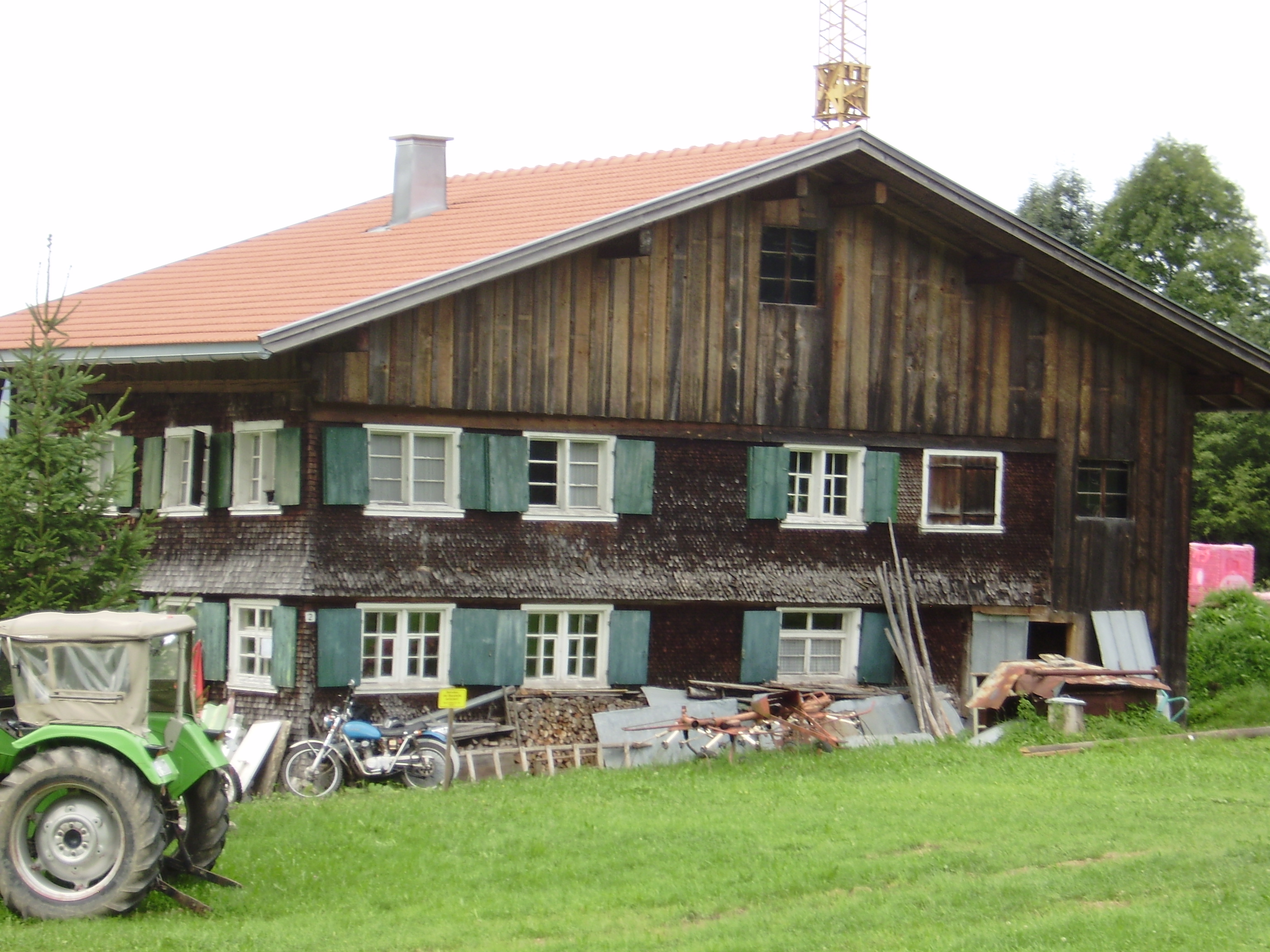
Baudenkmal in Tronsberg

## Ortsname
Der Ortsname bezieht sich auf den Familiennamen Troß bzw. Trost und bedeutet (Siedlung an/auf dem) Berg des Troß/Trost. Die Theorie Drusen, Trosen für Berg-Erlen scheint unwahrscheinlich.

## Geschichte
Tronsberg wurde erstmals urkundlich im Jahr 1432 mit „Konrad Paldlauff zu Tronsperg“ erwähnt. Vor 1808 fand die Vereinödung des Ortes statt. Die heutige Marienkapelle wurde 1893 erbaut.

## Baudenkmäler
- Siehe: Liste der Baudenkmäler in Tronsberg